# Farmecul adâncurilor
Farmecul adâncurilor este un film românesc din 1957 regizat de Ervin Szekler.